# Domínio de Tsu
O Domínio de Tsu (津藩, Tsu-han) foi um domínio do Período Edo da história do Japão. Governado pelo tozama Clã Tōdō, estava localizado na antiga Província de Ise, atual Mie . 
A mudança do domínio para o lado da coalizão Satsuma-Chōshū em 1868 fez pender a balança em favor desta, durante a Batalha de Toba-Fushimi .

## Lista de Daimiô
O Daimiô era o chefe hereditário do Domínio e, ao mesmo tempo, o líder do clã.
1. Clã Tōdō  (220,000->323,000 koku, 1608-1871)

- Takatora
- Takatsugu
- Takahisa
- Takachika
- Takatoshi
- Takaharu
- Takaaki
- Takanaga
- Takasato
- Takasawa
- Takayuki
- Takakiyo